# 新千歳空港駅
新千歳空港駅（しんちとせくうこうえき、英: New Chitose Airport Station）は、北海道千歳市美々にある北海道旅客鉄道（JR北海道）千歳線の駅である。電報略号はシセ。駅番号はAP15。快速・特別快速「エアポート」が発着し、新千歳空港国内線旅客ターミナルへ直結する。日本国内で最北・最東の空港直結駅であるとともに、日本国内で最も東にある地下駅でもある。

## 歴史
- 1983年（昭和58年）2月：長谷川峻運輸大臣が衆議院運輸委員会で新千歳空港への鉄道乗り入れ計画の一部を公表[新聞 1]。
- 1985年（昭和60年）：新千歳空港変更基本計画策定時に連絡鉄道を検討、国鉄が分割民営化を控え難色を示したためルートが決定せず[新聞 2]。
- 1986年（昭和61年）12月：国鉄北海道総局が新千歳空港への連絡新線の建設を決定[3]。
- 1987年（昭和62年）11月6日：JR北海道が千歳空港駅 - 新千歳空港間2.5kmの事業免許を運輸大臣に申請、国鉄民営化後JRグループでは初の新線建設申請となる[新聞 2][新聞 3]。
- 1988年（昭和63年）
  - 9月26日：千歳空港駅 - 新千歳空港間の支線工事を着工[新聞 4]。
  - 10月：建設費削減のため地下支線建設をシールド工法から開削工法に変更し、路線直上の2本の連絡誘導路は片方ずつ掘り返し航空機運航を維持する形とする[新聞 2]。
- 1991年（平成03年）1月：内装デザインをデンマーク国鉄との共同制作に決定[新聞 5]。
- 1992年（平成04年）
  - 3月16日：千歳空港駅 - 新千歳空港間の支線運賃に140円の加算運賃を運輸省に申請、新千歳空港ターミナル新駅の駅名を「新千歳空港」に決定[新聞 6]。
  - 3月25日：運輸省運輸審議会が新千歳空港駅支線の加算運賃を承認[新聞 7]。
  - 7月1日：新千歳空港ターミナルビル供用開始に合わせて開業[1]。同時に千歳空港駅は南千歳駅と改称[1]。
- 1994年（平成06年）：駅と駅のアートワークが第5回「ブルネル賞」奨励賞 (Commendations) 受賞。
- 1998年（平成10年）11月21日：自動改札機導入[新聞 8]。
- 2005年（平成17年）
  - 6月1日：外国人インフォメーションデスクを開設[報道 1]。
  - 10月1日：東日本旅客鉄道（JR東日本）の成田空港駅と姉妹駅締結[報道 2][4]。
- 2007年（平成19年）10月1日：駅ナンバリングを実施 (AP15)[報道 3]。
- 2008年（平成20年）10月25日：ICカードKitaca使用開始[報道 4]。
- 2009年（平成21年）3月14日：Kitaca・Suicaの相互利用開始[報道 5]。
- 2015年（平成27年）6月：ホーム内のキヨスクが閉店。
- 2018年（平成30年）
  - 3月11日：コンコース・待合室内のキヨスクが閉店。
  - 9月4日：みどりの窓口と外国人用インフォメーションデスクのリニューアルを完成[新聞 9]。
  - 12月26日：駅構内大規模リニューアル完成[報道 6]。改札口拡張と新待合室の供用を開始[報道 7]。
- 2019年（令和元年）10月1日：運賃改定と同時に新千歳空港支線の加算運賃を20円へ引き下げる[新聞 10][報道 8]。

## 駅構造
終日社員配置駅。みどりの窓口・自動券売機・指定席券売機・話せる券売機・自動改札機設置。自動券売機は到着ロビーからの動線に配慮して改札口左右に配置している。トイレは改札内にある。2021年1月21日より、トマム駅からの列車利用時に限り、「QRコード乗車駅証明書」による精算機の自動精算を行うサービスが利用可能である。
2014年（平成26年）に海峡線（津軽海峡線）吉岡海底駅・竜飛海底駅が廃止されてからは、JR北海道唯一の地下駅となっている。島式ホーム1面2線で有効長は6両分。ディーゼル車への対策としてトンネル中央と駅入口付近に強制排気設備を2基ずつ計4基備えており、当初はトマム駅、富良野駅、ニセコ駅方面などに臨時リゾート列車（「クリスタルエクスプレス トマム & サホロ」「フラノエクスプレス」や、「ニセコエクスプレス」などが発着していたが、開業当初から排煙の残留や異臭に対する苦情が利用客から生じ、また快速「エアポート」に時刻変更が発生するなどダイヤ編成上の不都合が多く、2005年（平成17年）以降設定されていない。
自動販売機が設置されている。駅ホームにあったキヨスクは2015年（平成27年）6月末で営業休止となった。
早朝・深夜を除いた時間帯は、いずれかの駅ホームで快速・区間快速・特別快速「エアポート」が発車を待つダイヤとなっているため、基本的に乗客は駅ホームで待たずに乗車できる。そのため駅ホームにはベンチを設置していない。
国内線出発ロビーまでは徒歩約6分。出発客は改札口正面左右のエスカレーターで出発ロビーへ、到着客は両脇のコンコースから改札口へ向かうよう通行ルートを分離している。国際線利用客は国内線ターミナル2階からターミナル間連絡通路を利用して国際線ターミナルへ移動する。国内線到着ロビーに当駅始発列車・南千歳駅乗換列車の発車標が設置されており、航空機を降りてすぐに列車の発車時刻が確認できるようになっていたが、2018年12月現在、南千歳駅での乗換列車の時刻については利用案内を表示するものに差し替えられている。
内装デザインは開業当初1990年10月からJR北海道と提携関係にあったデンマーク国鉄 (DSB) との共同制作第1号として、「空港駅としての近代的な駅」「北海道の気候風土を感じさせる駅」「地下駅を感じさせない駅」をデザインコンセプトとしコンコースに北海道の昼夜の空をイメージした白と青の天井、太陽光をイメージした白い壁を照らすウォールウォッシャー連続照明、温かみと安定感を表す赤い柱などトータルデザインでコントロールを図った。
その後2018年4月より訪日外国人の増加に対応するため大規模リニューアルに着手し、駅のレイアウトの大幅な見直しとともに「”北海道らしさ”を実感していただけるデザイン」をコンセプトとして白や木目調をあしらった内装や北海道の風景を投影する映像装置を設置し12月26日にリニューアル工事が完成。設備は改札口の拡張や、待合室部をみどりの窓口や外国人デスクに変更、旧みどりの窓口・外国人デスク部を待合室に転用、一般トイレを改札内に移設し多目的トイレの新設を行った。

### のりば
| 番線 | 路線    | 行先           |
| ---- | ------- | -------------- |
| 1    | ■千歳線 | 札幌・小樽方面 |
| 2    | ■千歳線 | 札幌・小樽方面 |

（出典：JR北海道:駅の情報検索）

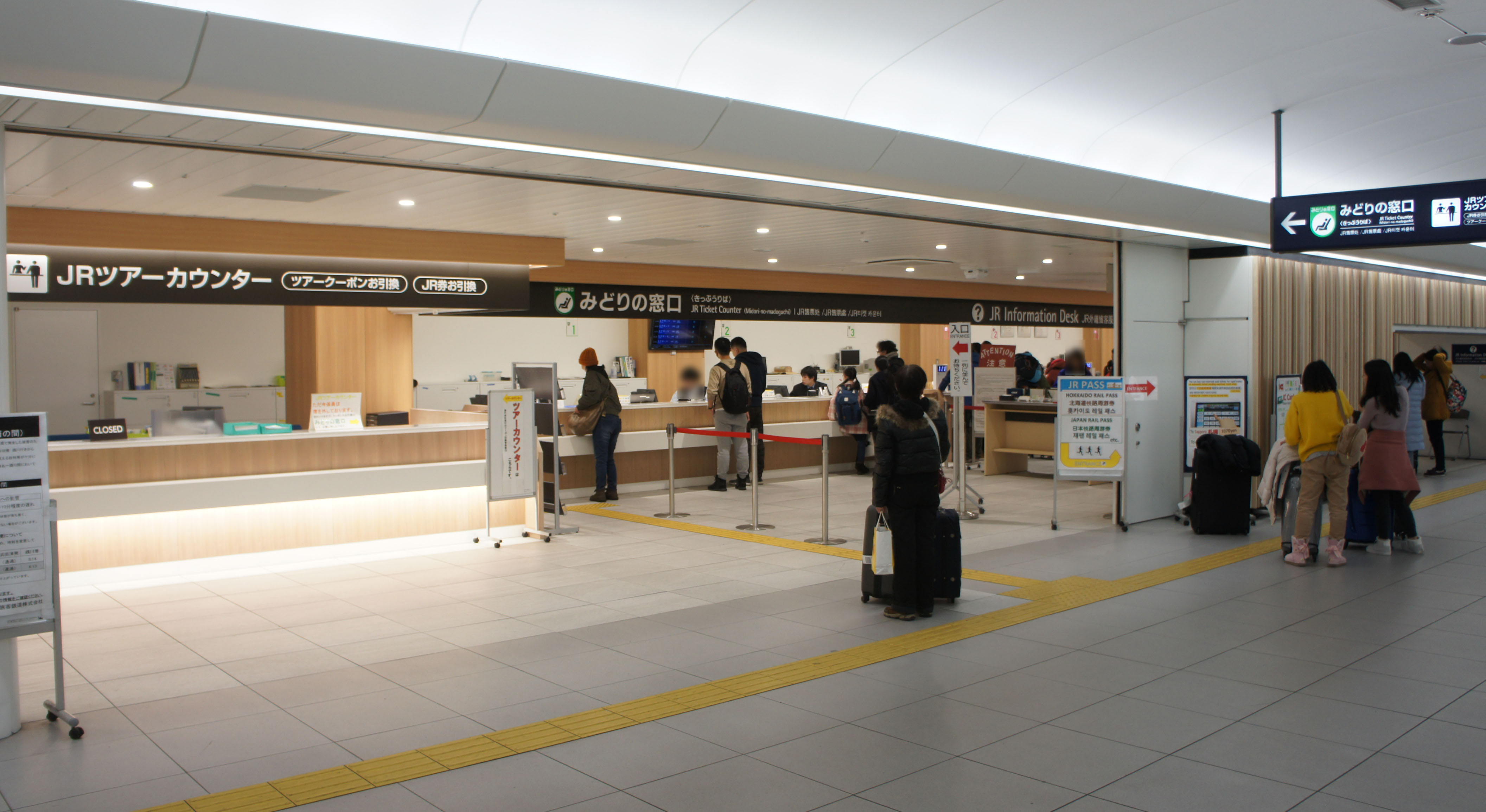
みどりの窓口（2018年12月）
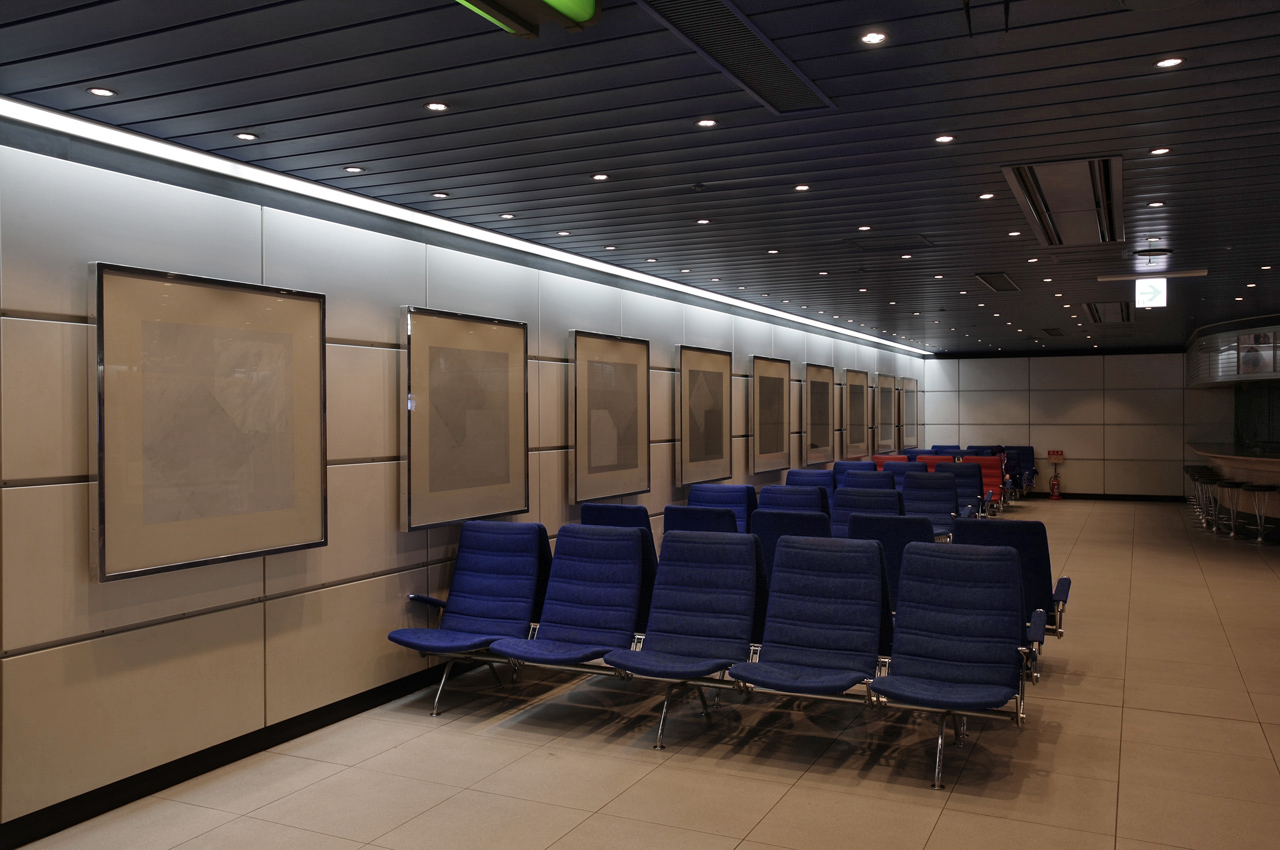
リニューアル前の待合室の照明・椅子（2008年7月）
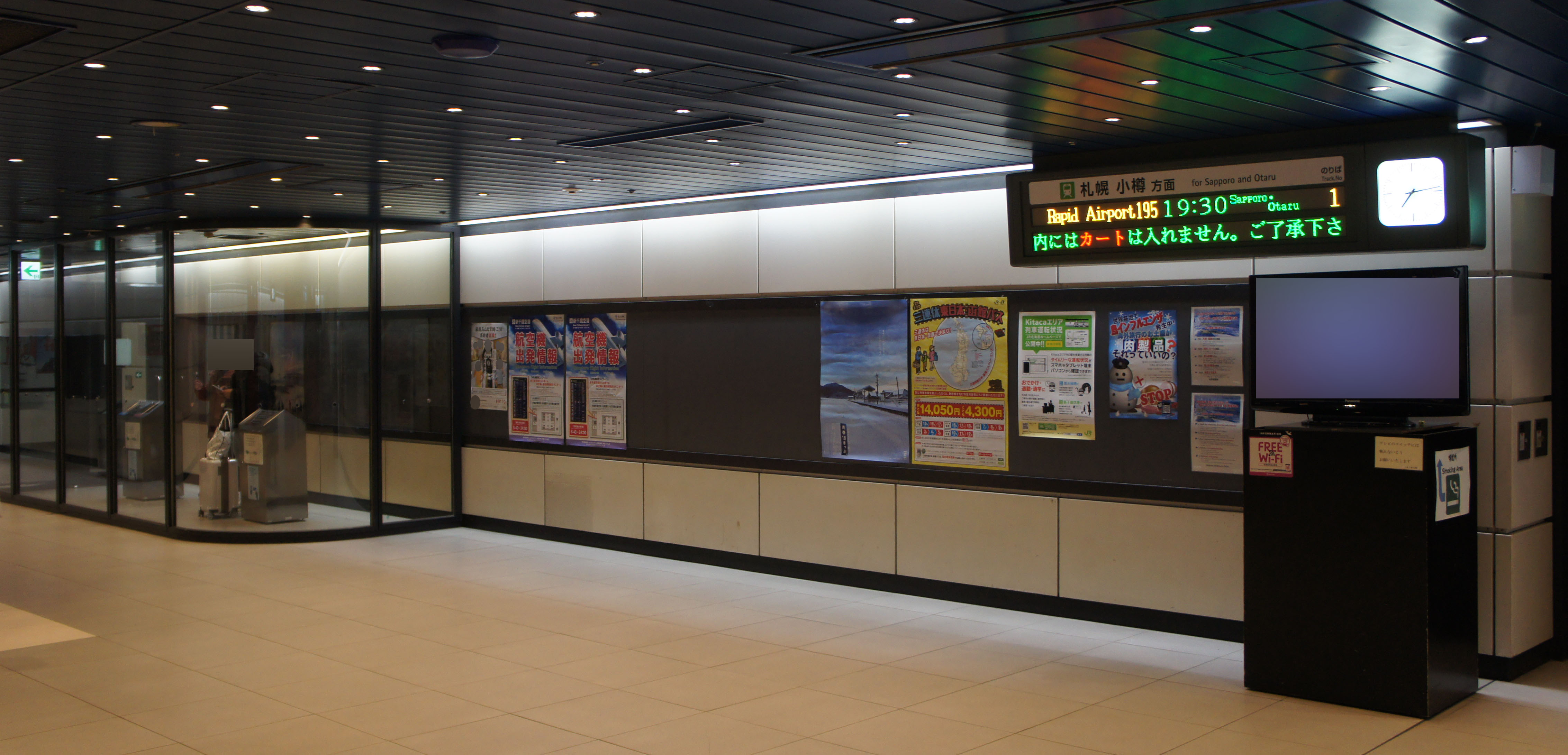
リニューアル前の待合室内の喫煙所および設置されていた発車標（2017年12月）
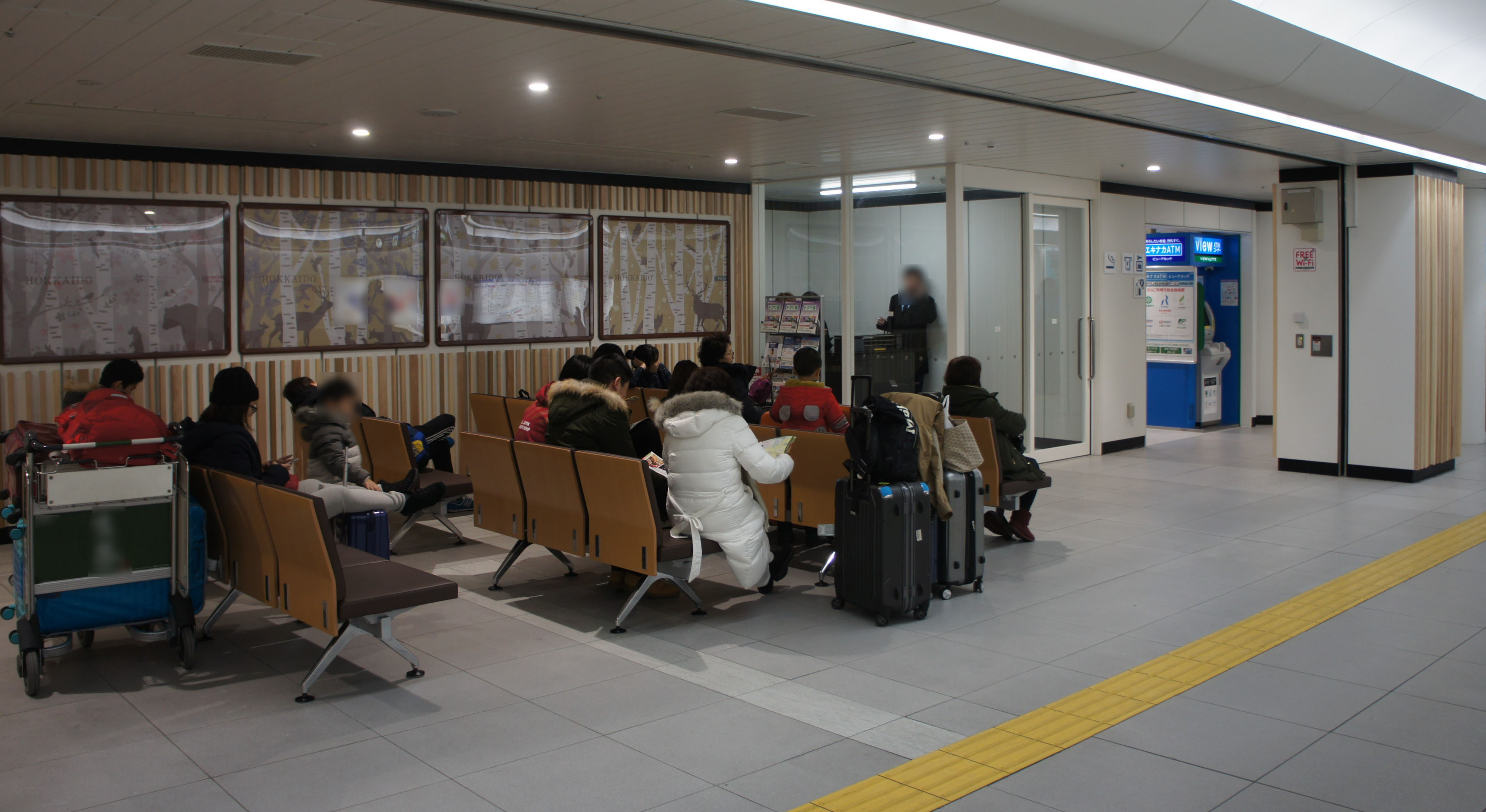
リニューアル後の待合室（2018年12月）
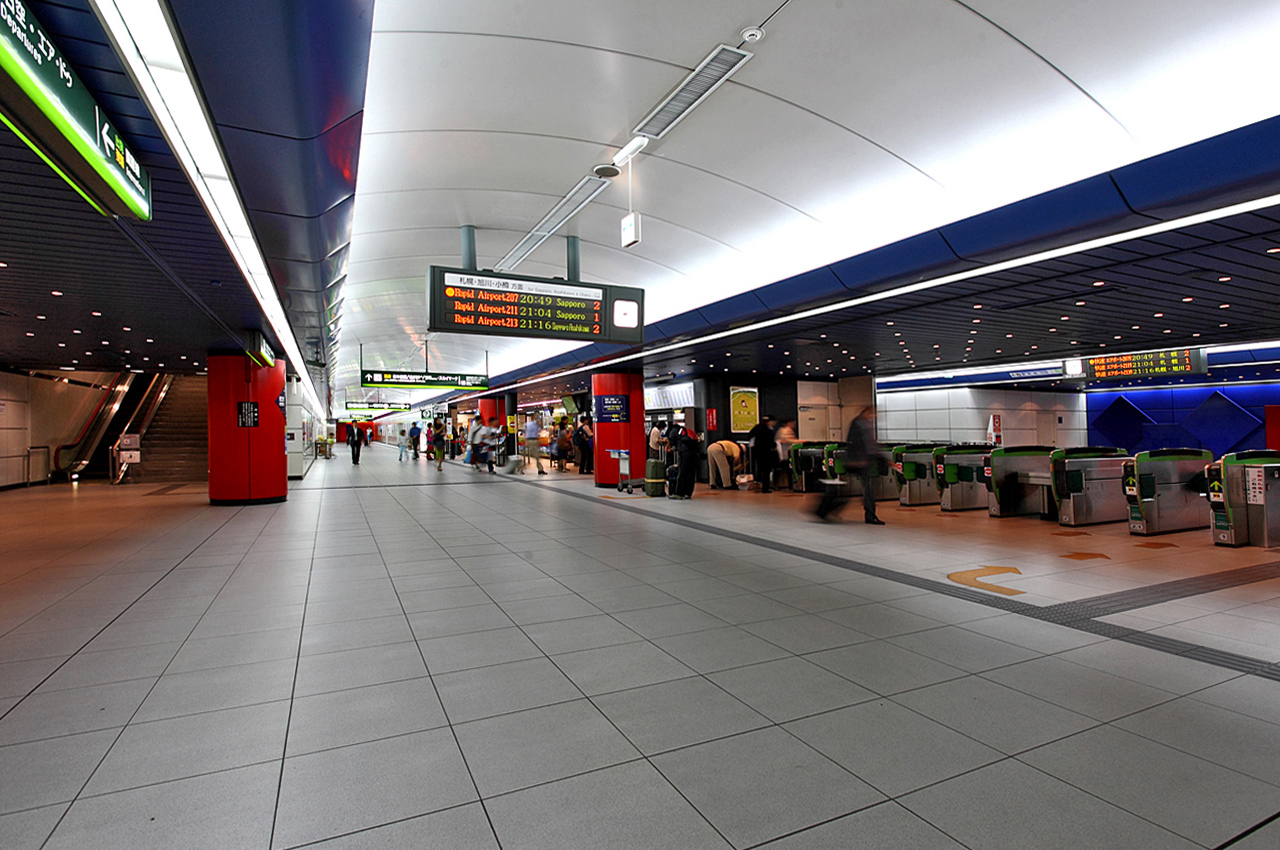
出発ロビーへのエスカレーター（左）・到着ロビーからのコンコース・改札口（右）（リニューアル前、2008年7月）
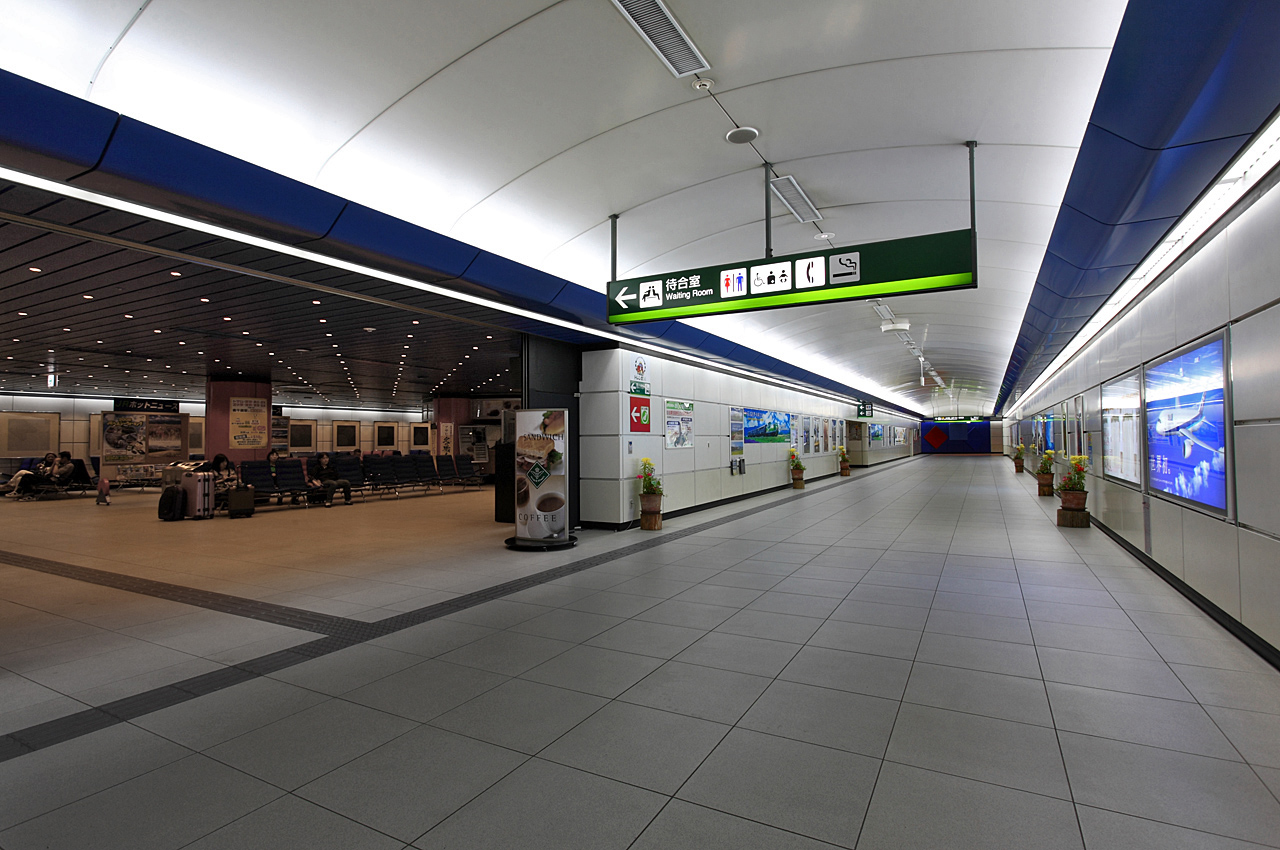
到着ロビーからのコンコースと待合室（リニューアル前、2008年7月）
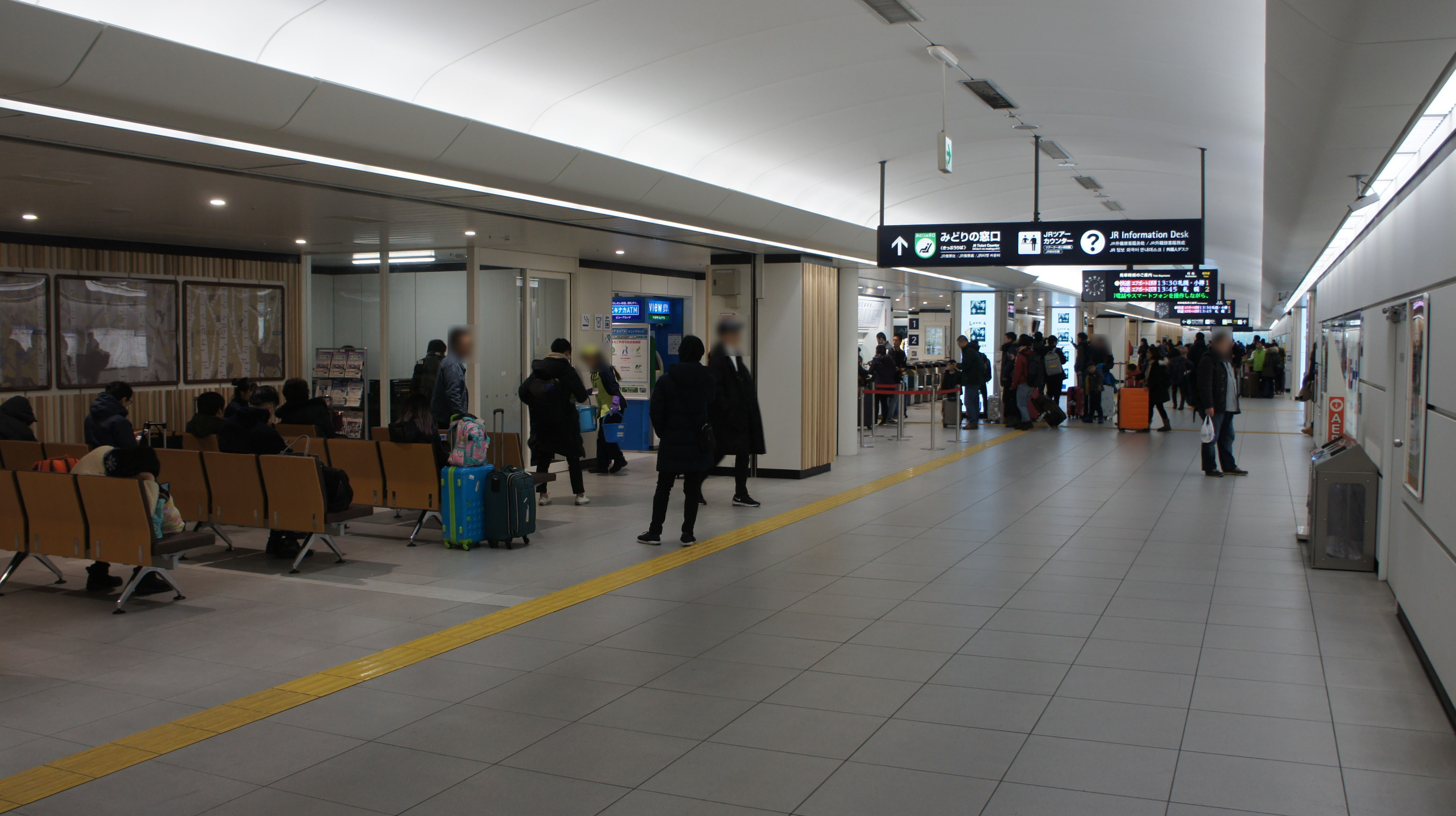
到着ロビーからのコンコース（2018年12月）
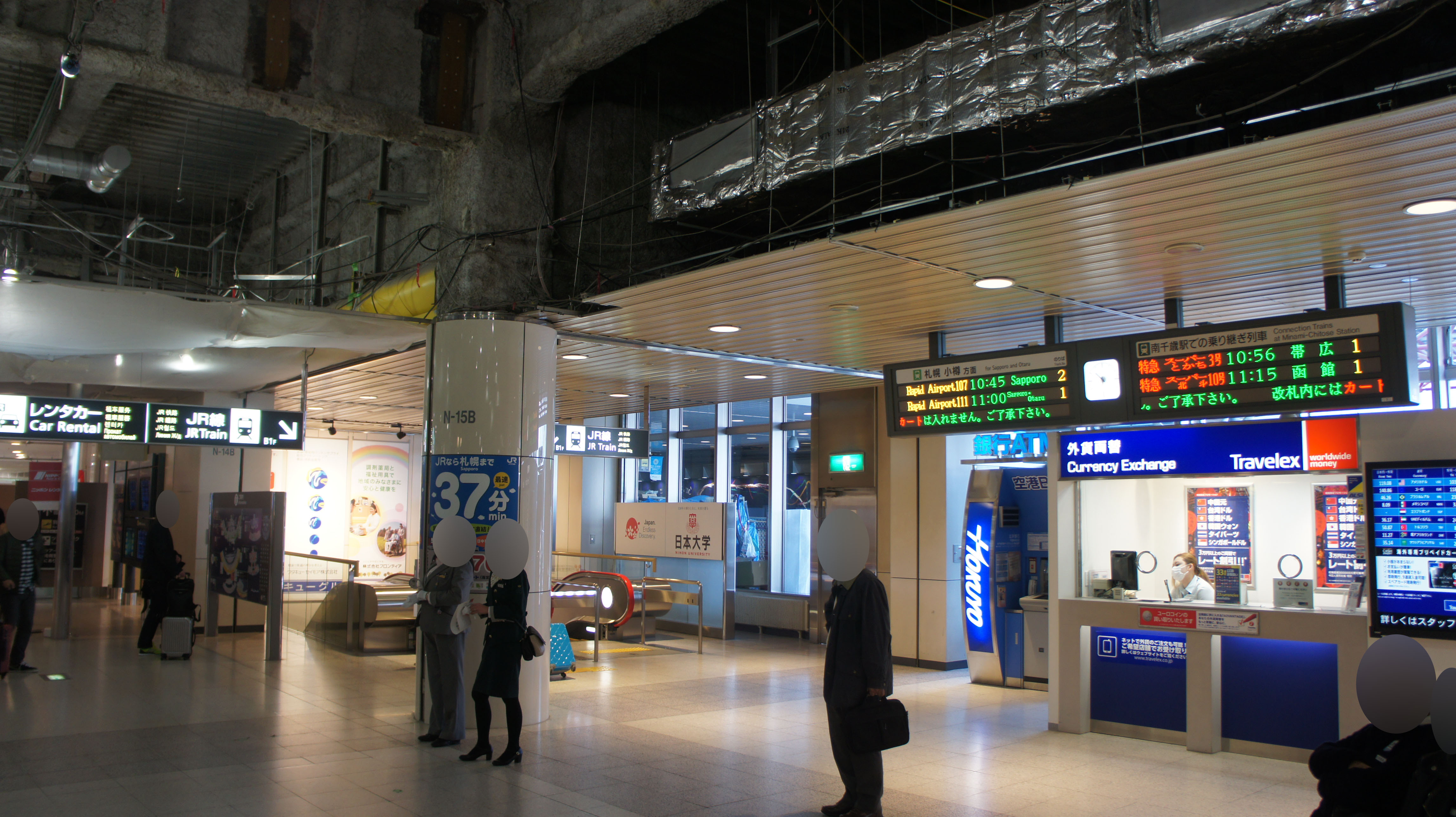
国内線到着ロビーに設置されている、当駅の列車発車時刻および南千歳駅の乗換案内を表示する電光掲示板（2017年11月）
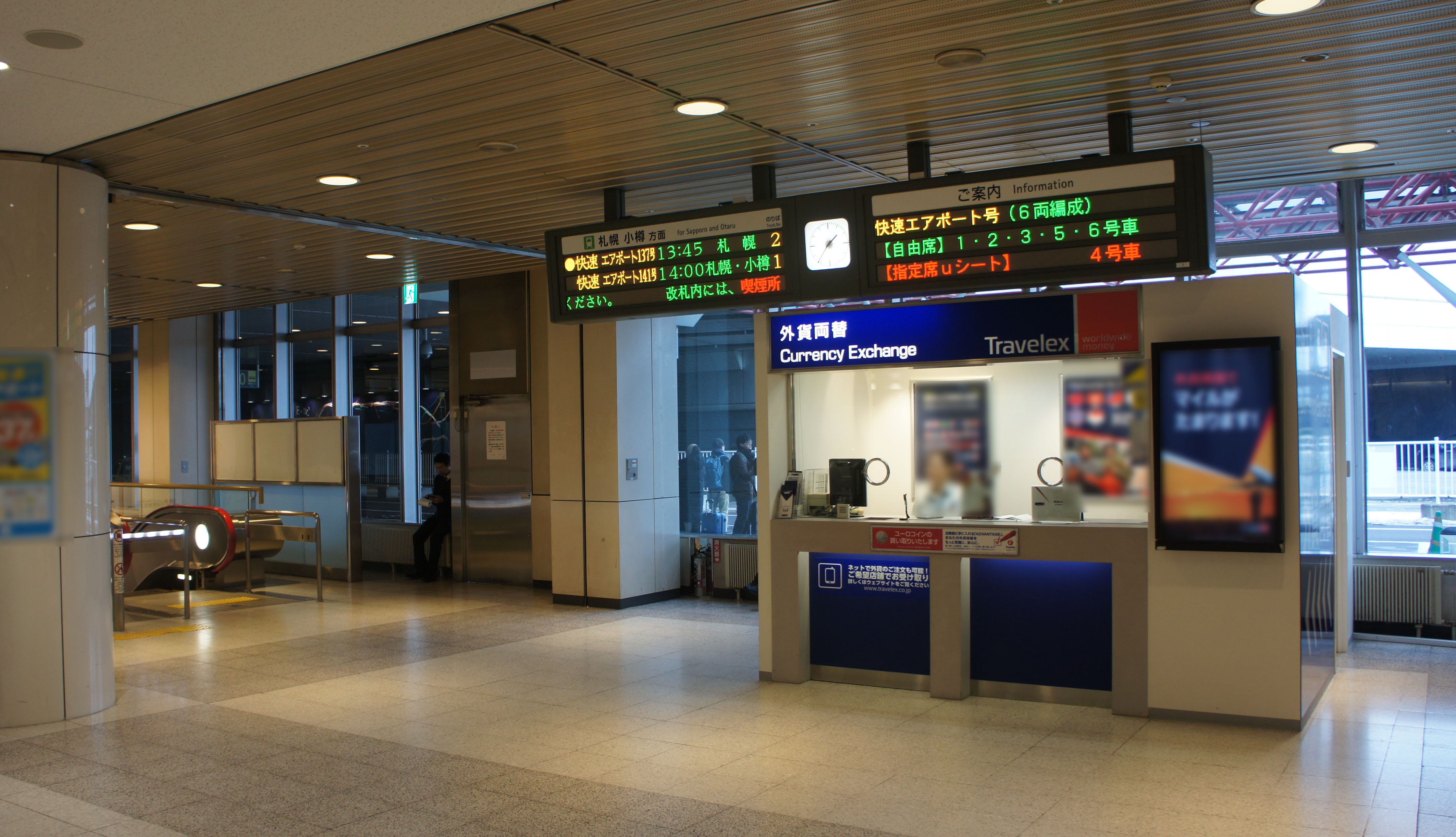
国内線到着ロビーに設置されている、当駅の列車発車時刻案内および利用案内を表示する電光掲示板（2018年12月）
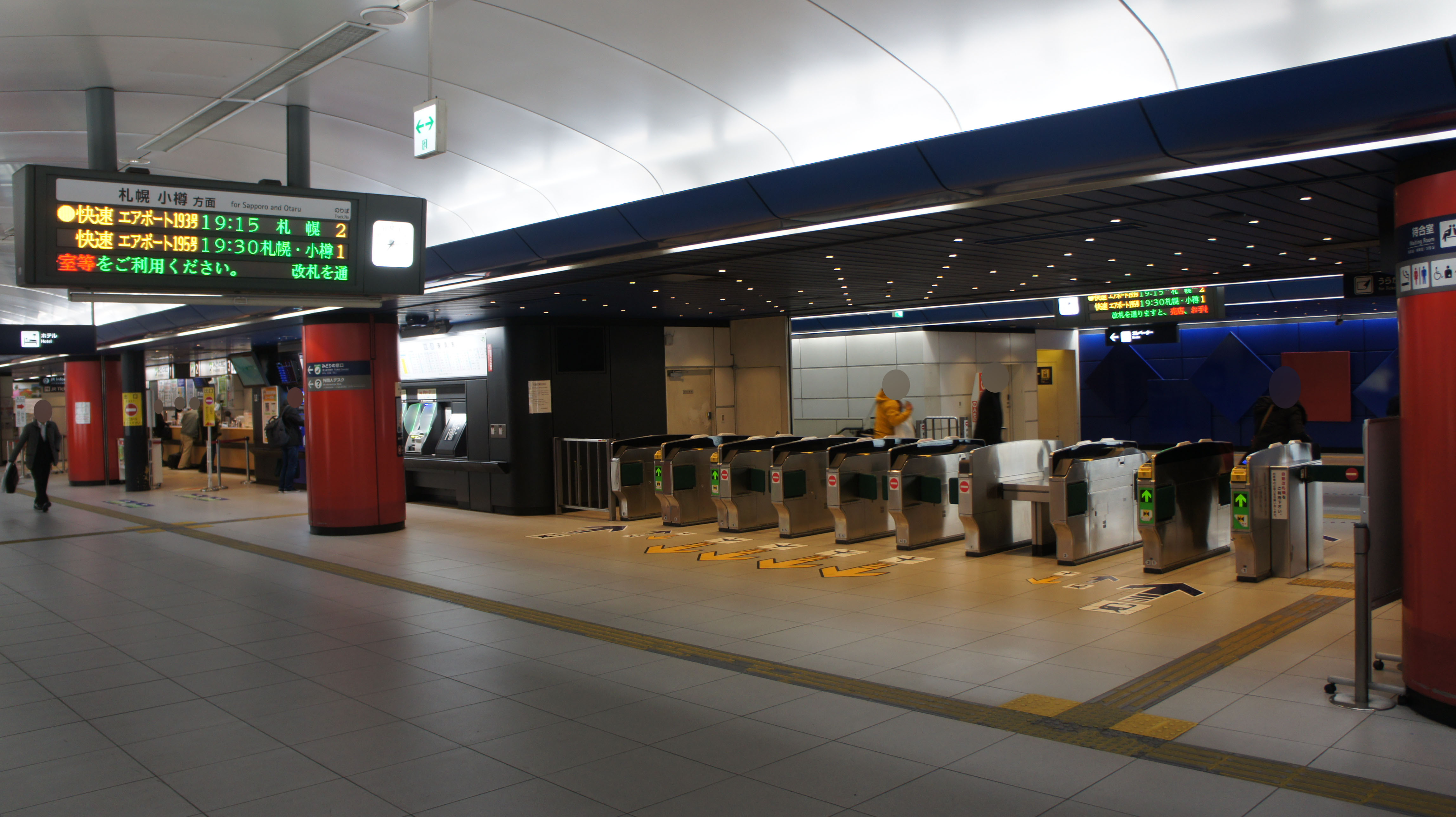
リニューアル前の改札口（2017年12月）
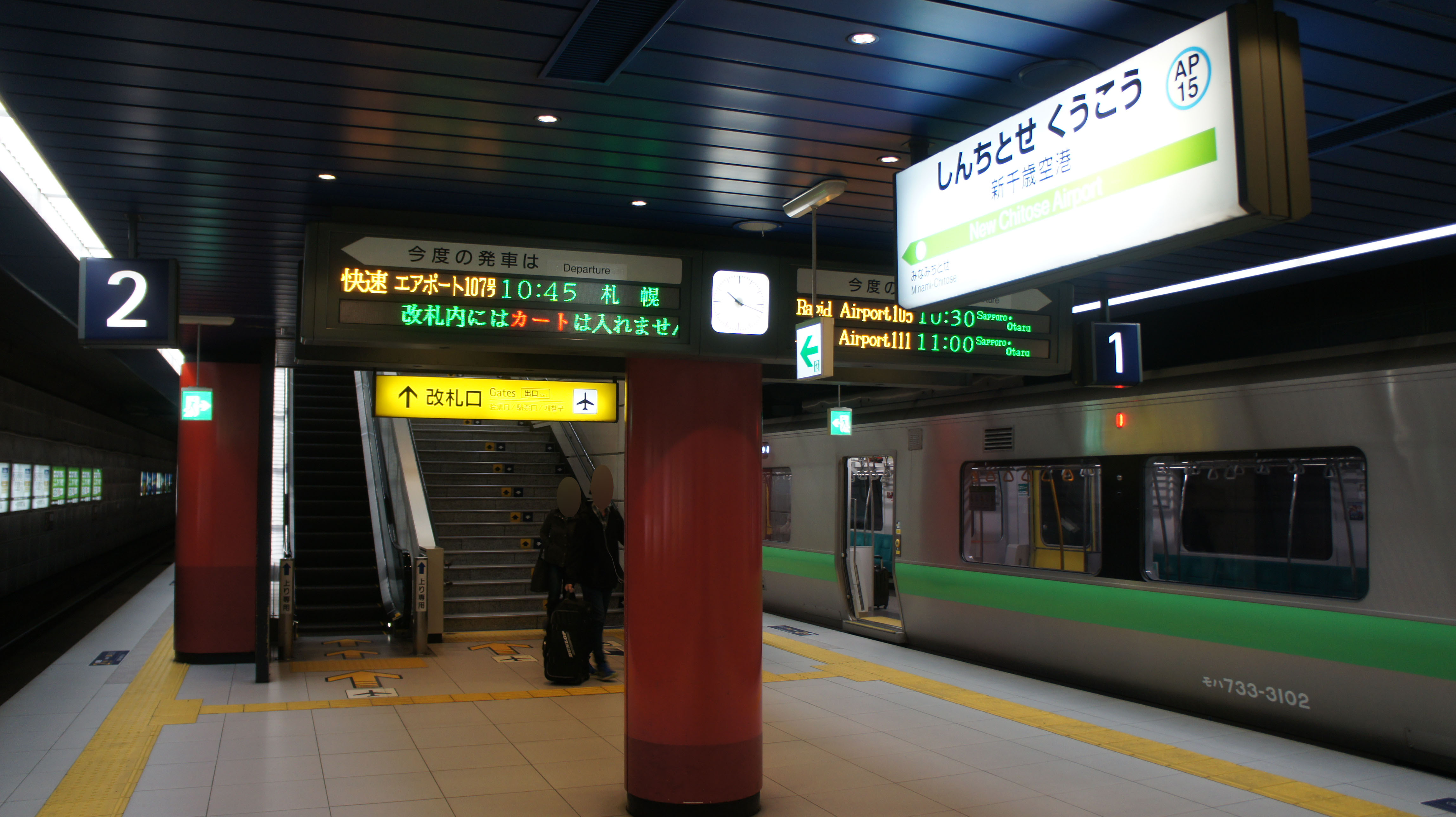
ホーム（2017年11月）
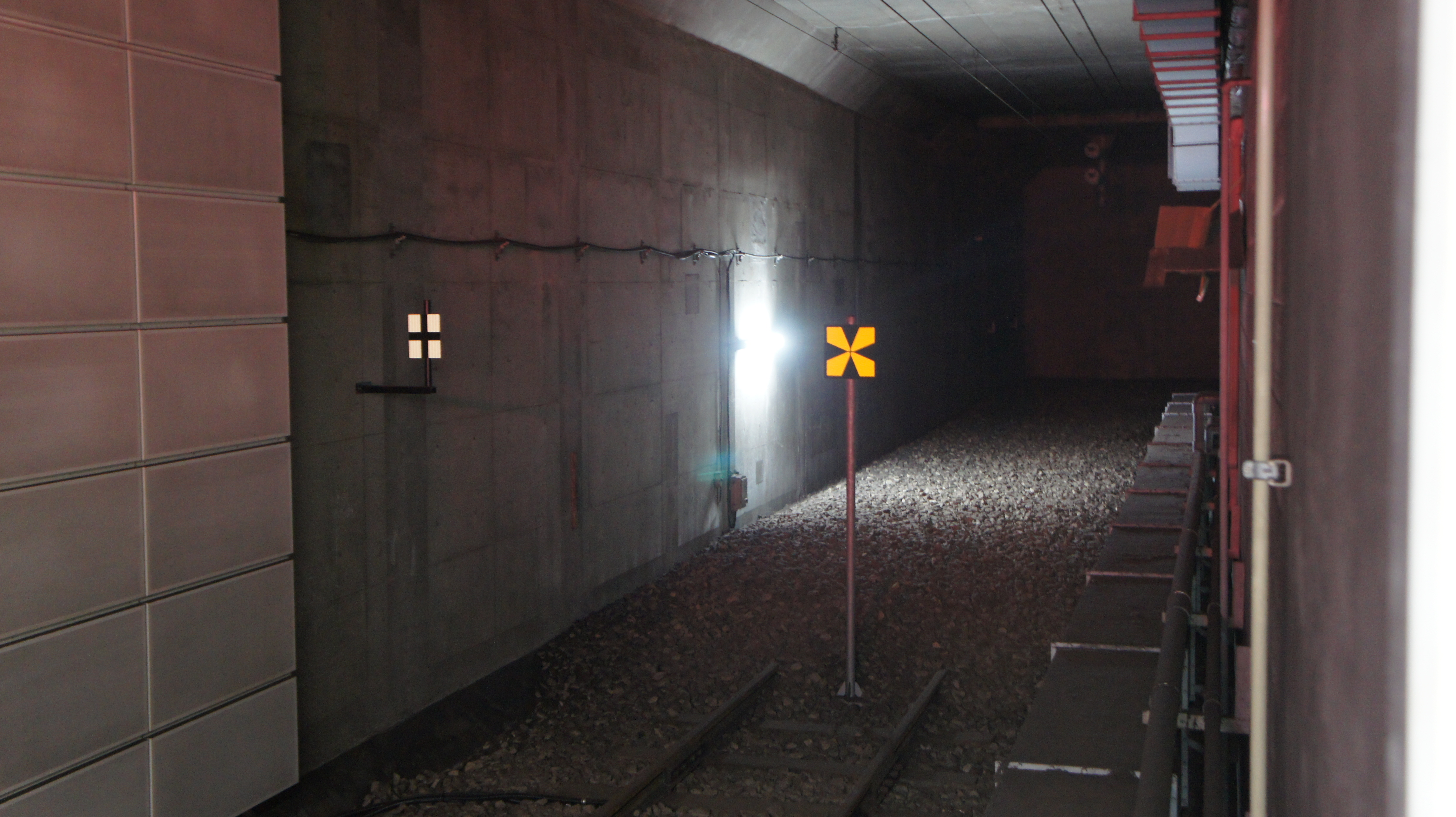
車止め（2017年11月）
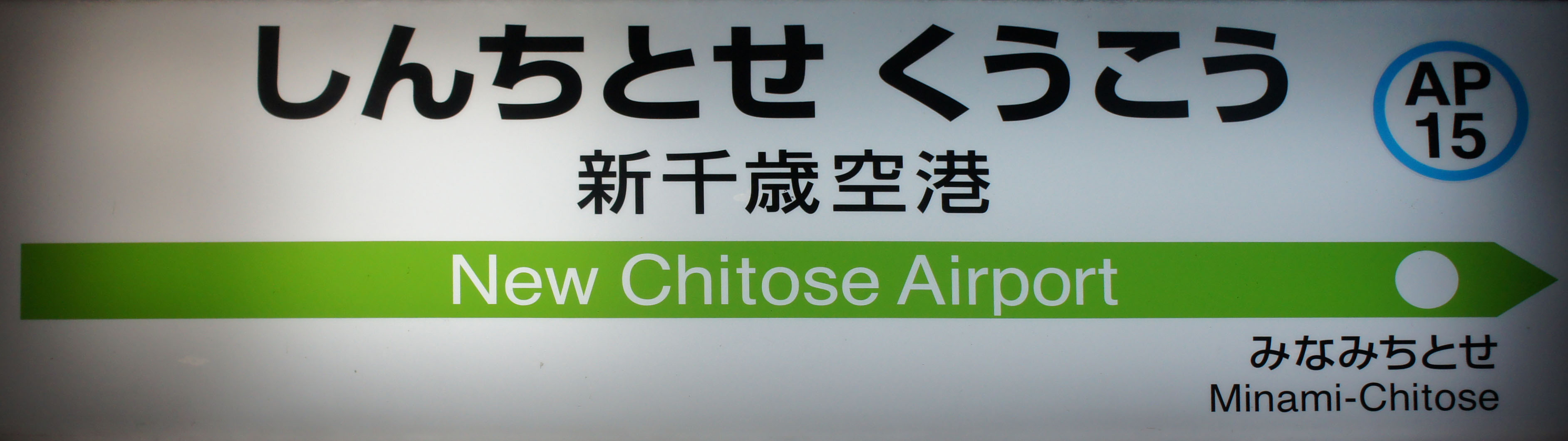
駅名標（2017年11月）

## 利用状況
2022年（令和4年）度の1日平均乗車人員は13,935人である。2015年（平成27年）度には新札幌駅を、2016年（平成28年）度には手稲駅を抜き、2019年度までJR北海道内の駅別乗車人員で札幌駅に次いで2番目に多い駅となっていた。しかし、2020年度は新型コロナウイルスの流行による影響で新千歳空港の旅客需要が低迷したため、当駅の利用者数は前年度と比べ半分以上減少し社内第8位へと後退した。しかし、2022年度には乗車人数が回復し、再び乗車人数2位となった。
当駅の1日当たりの平均乗車人員数の推移は以下の通り。
| 年度               | 乗車人員（人/日） | 出典        |
| ------------------ | ----------------- | ----------- |
| 2011年（平成23年） | 12,801            | [ 9 ]       |
| 2012年（平成24年） | 13,458            | [ 10 ]      |
| 2013年（平成25年） | 14,085            | [ 11 ]      |
| 2014年（平成26年） | 14,118            | [ 12 ]      |
| 2015年（平成27年） | 15,066            | [ 13 ]      |
| 2016年（平成28年） | 16,121            | [ 新聞 12 ] |
| 2017年（平成29年） | 17,096            | [ 14 ]      |
| 2018年（平成30年） | 17,759            | [ 新聞 14 ] |
| 2019年（令和元年） | 17,710            | [ 15 ]      |
| 2020年（令和02年） | 6,546             | [ 16 ]      |
| 2021年（令和03年） | 8,526             | [ 17 ]      |
| 2022年（令和04年） | 13,935            | [ 8 ]       |

## 駅弁
主な駅弁は下記の通り。
- 北海道産花咲蟹と道産牛弁当
- 北の海宝鮨
- 北海道 十勝若牛めし
- 十勝名物 豚丼
- 昔ながらのかにめし

## 計画

### 延伸・拡張計画
国鉄北海道総局時代の新千歳空港駅計画の初期段階から第二期計画として苫小牧駅方面の美々駅・植苗駅への延伸を行い空港支線の総延長を約10kmとする案が存在しており、また苫小牧市が1993年（平成5年）から市の重点要望に位置付け北海道も前向きな姿勢を示していたことから1997年（平成9年）から内部で検討を開始した。しかし、JR北海道は1999年（平成11年）時点で「1000億円近い費用がかかる新線建設が採算に見合うだけの効果はない」と否定的な姿勢を示した。
1999年9月に北海道・JR・日本鉄道建設公団などが新千歳空港駅から胆振・日高方面への新線研究グループを発足させ、検討を行った。延伸部分5 - 10 kmのトンネル掘削と南千歳 - 新千歳空港駅間の複線化トンネル新設を合計し、総工費は1,000億円と試算された。
同年9月には、
- 現支線の南方に延伸し滑走路地下を経由、千歳線本線に合流させ石勝線直通も想定した6.1 kmルート
- 南方延伸で滑走路を横切らない8.5 kmルート
- 滑走路北側地下で弧を描き本線に合流するルート

の3案が提示され、中でも滑走路北側ルートは大幅な工費節約が見込まれていた。
2000年（平成12年）の八千代エンジニヤリングによる調査では2003年（平成15年）度着工・2007年（平成19年）度開業の想定で、
- 南千歳-植苗間複線接続（概算事業費1,035億円）[19]
- 新千歳空港 - 植苗間単線接続・待避線一箇所（280億円）[19]
- 新千歳空港 - 植苗間単線接続・石勝線を単線接続・待避線1箇所（666億円）[19]
- 新千歳空港 - 美々間単線接続・新千歳空港駅南側引き上げ線2線（478億円）[19]
- 南千歳 - 新千歳空港間複線化・新千歳空港 - 植苗間単線接続・待避線一箇所（891億円）[19]

の5案が提示されこのうち一番目の南千歳-植苗複線案と二番目の新千歳空港-植苗単線接続最小設備案の収支計画が試算されたが、当時のニュータウン鉄道整備事業費補助・空港整備特別会計の現行制度上では2案ともに単年度黒字化に22年・50年以内の資金黒字化は困難、最短で植苗単線接続案で空港整備特別会計による整備を空港敷地外に適用し2020年時点で北海道新幹線未整備時の場合で単年度黒字化に19年・資金黒字化までに35年と算出された。
協議は結論を出せず、2001年（平成13年）度も継続されたが、延伸が行われることはなかった。
2018年（平成30年）にはJR北海道の経営改善や道東・苫小牧方面への利便性向上を目的として再度支線の複線化とホーム増設、苫小牧方面・石勝線方面への新線建設構想が報道され、国の主導による工事で空港敷地内も含まれることから空港整備勘定の活用も検討し、2022年（令和4年）の完成を見込むとしていたが、2019年（平成29年）4月に発表されたJR北海道の長期経営計画では千歳線の強化策として快速エアポートの7両化とともに苫小牧方面へのスルー化を2023年（令和5年）以降に検討するのみにとどまっている。
2020年（令和2年）1月4日付けの北海道新聞によると、北海道空港 (HKK) とJR北海道が、当駅を2030年（令和12年）までに国際線ターミナルビル付近の地下へ移転させ、ホームを2面4線以上に拡大した上で6両より長い列車も停車させるようにすることを検討しているとした。
2023年（令和5年）時点では北海道エアポートの「北海道内7空港特定運営事業等マスタープラン」において空港駅とターミナルビル間の縦導線の改善計画が盛り込まれており、JR北海道は同計画と連携して駅の規模や輸送のあり方を再検討することを示唆している。
2024年（令和6年）に公表されたJR北海道の中期経営計画「JR北海道グループ中期経営計画2026」では北海道新幹線札幌開業後の在来線改良案の一環として空港駅のスルー化の検討が再度盛り込まれ、この他在来線の改良による高速化（軌道強化・線形改良・最高速度の向上・高架化による踏切解消など）を行い、札幌駅 - 新千歳空港駅間（46.6km）の所要時間を最速33分（2024年時点）から最速25分に短縮する構想が示されている。

### リニアモーターカー計画
1985年に北海道新長期総合計画骨子案のプロジェクトの一つとして道内を結ぶリニアモーターカー路線網案が検討され、その後札幌-新千歳空港間でのリニア実験線誘致に向け1986年7月に北海道経済連合会ら8団体が「北海道磁気浮上式超高速鉄道推進協議会」（1990年に北海道リニアモーターカー推進協議会に名称変更）を設立し、87年10月には新長期総合計画に正式に盛り込まれた。
北海道磁気浮上式超高速鉄道推進協議会の想定案では土地が平坦で長く直線に近い路線が敷設可能、用地取得費が安く取得が容易、積雪寒冷地に位置し過酷な条件下での技術達成が可能、実用実験終了後そのまま営業線として活用可能といった利点を挙げ、国鉄（JR）リニア式・総工費約1,100億円・総延長約45 km・途中駅無し・所要時間8分・最高時速450km・1日あたり乗客1.6-1.9万人、1989年に着工し1991年4月から1992年6月にかけ実験を行い新千歳空港ターミナルビル供用に合わせ1992年7月に営業運行を開始する目標とし、道やJR北海道と民間企業からなる第三セクターが建設・保有を行い運行はJRに委託する形で運営、収支は建設費借入比率50%の場合償却後黒字に7-8年・借入金完済に16-18年で民間活力事業として十分成立すると算出されており、またHSSTと比較し最高速度が速く苫小牧や函館へ延伸した場合のメリットが大きい事も挙げられ、総経費の内訳として車両費20両で160億円・工事費445億円などを合わせた1,100億円と見積もられていたが、1987年時点では札幌-新千歳直行のJR式案と異なり途中駅を設け各駅停車便を運行するHSST案に賛同していた広島町・恵庭市や都市交通として中速型HSSTの導入を検討していた旭川市といったHSST推進派も複数存在していたこともあり全道的なまとまりに欠ける指摘が見られた。
1988年の札幌商工会議所の調査では路線長45kmで路線建設費675億円と周辺整備や用地費を含め総工費1500億円・運営費年36億円または軌道費1130億円・用地費70億円・車両費150億円・中間駅費50億円とし、事業主体を第3セクターまたは純民間として、千歳線複々線化の概算工事費3750億円と比較し半分以下となり中間駅を設けた場合駅周辺に人口13,000人程度の住宅地形成が見込まれ、所要時間は最高時速450kmで単線中間駅無しで走行時間8分・平均待ち時間10分の計18分、中間駅を設け待ち時間を減らした場合走行時間13分・平均待ち時間7分の計20分、2000年時点で札幌駅-新千歳空港間で運賃1,200円の場合利用客数は1日平均27,250人と年間8,992,500人で年107.9億円の収入・1,540円で1日平均26,300人と年間8,679,000人で年133.7億円の収入、宅地が十分となった中間駅から札幌駅の間で運賃700円の場合利用客数は1日平均4,380人と年間1,270,200人で年8.9億円の収入・1,000円で1日平均3,820人と年間1,107,000人で年11.1億円の収入を見込み新千歳空港1,540円・中間駅1,000円の想定を合わせて年約150億円の収入で総事業費の1割を賄い地下鉄並みの補助金を得られれば有望となると見込まれた。
その後経済界がJR式・JRがHSST式による建設想定といった認識のずれなど意思統一が取れなかったことから誘致運動は劣勢となり、1989年に運輸省が山梨・宮崎・札幌-新千歳を建設候補地として選定したのち山梨県への建設に決定。札幌-新千歳間の計画については実用線第一号として誘致運動を続け1989年時点では準備調査を目的とした財団法人の設立の検討と事業計画として総事業費1,300億円・第三セクター形式での運営で資本金260億円・1994年着工と1997-8年頃の開業を見込み、北海道リニアモーターカー推進協議会は1990年に財団法人「北海道リニアモーターカー調査会」を設立し、鈴木茂札幌商工会議所会頭を理事長に据えて周辺自治体やJR北海道など20団体が加盟し千歳線の地域輸送への特化や先端技術産業の振興などの波及効果を見込んでいたものの、1997年の第三次北海道長期総合計画ではリニア計画が削除され誘致運動が実質終了し2000年5月には建設コスト低減の見通しが立たないとして調査会を解散し誘致を正式に断念した。
この他、1972年には日本航空がHSSTによる札幌-千歳空港間約45 kmのアクセス鉄道計画を発表し、1976年時点では1980年の実用化と第三セクター式による運営で恵庭・北広島に途中駅を置く計画としていたが実現に至らなかった。

### 旭川方面への直行便構想
新千歳空港駅 - 旭川駅間は、2016年3月までエル特急「スーパーカムイ」及び快速「エアポート」（札幌駅で種別変更を行う）による直通列車が運転されていたが、快速区間の利用客増大に特急用車両では対応が難しいことなどを理由に運転が取りやめられた。これに対し、2021年1月の北海道新聞にて新千歳を含む道内7空港を一括運営する北海道エアポートとJR北海道が、新千歳空港から南千歳駅 - 追分駅 - 岩見沢駅を通り旭川駅までを結ぶ新たな特急を運転する構想を持っていることが報道された。北海道エアポートでは新しい特急の設定により、悪天候時に旭川空港を代替空港として活用しやすくすることを狙っている。新千歳空港 - 旭川間の所要時間は約1時間30分を想定している。
ただし、新千歳空港駅の発着容量が逼迫していることや、南千歳 - 追分間（石勝線）並びに追分 - 岩見沢間（室蘭本線）が非電化のため気動車での運転が求められることなど課題も多いため、この構想については公表時から一部で疑問視された。実際2024年3月にJR北海道が公表した「JR北海道グループ中期経営計画2026」の中でも、本構想に該当するような特急の計画は盛り込まれておらず、構想は事実上頓挫している。

## その他
新千歳空港駅 - 南千歳駅間は＋20円の加算運賃が設定されており、営業キロは2.6キロ (km)に対し運賃は220円となる。開業時から2019年9月までの加算運賃は＋140円とされていたが、設備投資額等の回収が順調なため経営再建を目的とした運賃改定に合わせ引き下げられた。

## 隣の駅
北海道旅客鉄道（JR北海道）
■千歳線（空港支線）
■特別快速「エアポート」・■快速「エアポート」・■区間快速「エアポート」・■普通
新千歳空港駅 (AP15) - 南千歳駅 (H14)

### 報道発表資料
1. ↑  “外国人インフォメーションデスク 開設10周年企画の実施について” (PDF).  北海道旅客鉄道 (2015年12月16日). 2018年5月14日閲覧。
2. ↑  “新千歳空港駅が開業25周年”. 苫小牧民報 (苫小牧民報社). (2005年10月3日).  オリジナルの2013年5月15日時点におけるアーカイブ。 2015年8月17日閲覧。
3. ↑  “駅番号表示（駅ナンバリング）を実施します” (PDF).  北海道旅客鉄道 (2007年9月12日). 2007年9月30日時点のオリジナルよりアーカイブ。2014年9月6日閲覧。
4. ↑  “Kitacaサービス開始日決定について” (PDF).  北海道旅客鉄道 (2008年9月10日). 2008年9月13日時点のオリジナルよりアーカイブ。2015年6月12日閲覧。
5. ↑  “「Kitaca・Suica相互利用」 スタート記念セレモニー” (PDF).  北海道旅客鉄道 (2009年3月9日). 2015年10月5日閲覧。
6. 1 2  『新千歳空港駅リニューアル工事の完了について』（PDF）（プレスリリース）北海道旅客鉄道、2018年12月12日。オリジナルの2018年12月18日時点におけるアーカイブ。2018年12月18日閲覧。
7. 1 2  “開駅以来26年ぶり JR新千歳空港駅リニューアル”.  日テレNEWS24 (2018年12月26日). 2018年12月26日時点のオリジナルよりアーカイブ。2018年12月26日閲覧。
8. 1 2 3  JR北海道の運賃及び料金の上限変更認可について - 国土交通省（2019年9月5日）
9. ↑  『トマム駅で取得する「QRコード乗車駅証明書」による自動精算のサービスを札幌駅、新千歳空港駅、南千歳駅で開始します。』（PDF）（プレスリリース）北海道旅客鉄道、2021年1月20日。オリジナルの2021年1月20日時点におけるアーカイブ。2021年1月21日閲覧。
10. 1 2  “急増する訪日外国人のお客様に対応するため新千歳空港駅をリニューアルします！” (PDF).  北海道旅客鉄道 (2018年3月14日). 2018年3月18日時点のオリジナルよりアーカイブ。2018年3月18日閲覧。
11. ↑  運賃・料金改定の申請について※説明用資料 - 北海道旅客鉄道（JR北海道） (2019年5月10日). 2019年5月12日閲覧。

### 新聞記事
1. 1 2  新千歳空港 国鉄、67年度乗り入れへ動く 当面、現駅と折返し 将来、千歳線へ延長 - 北海道新聞1985年1月5日朝刊
2. 1 2 3  新千歳空港、とんだお粗末計画-62年末完成の連絡誘導路が、JR新線の工法変更で再び掘り返しへ - 1988年10月14日 北海道新聞朝刊27面
3. ↑  千歳空港駅-新空港ビル JRが新線建設申請 - 1987年11月7日 北海道新聞朝刊6面
4. ↑  JR新線が着工、千歳空港駅-新空港ビル 1988年9月26日 北海道新聞夕刊4面
5. ↑  JR北海道、新千歳空港駅の内装デザインをデンマーク国鉄と共同制作 - 1991年1月15日 北海道新聞朝刊25面
6. ↑  JR新千歳空港の新駅、乗り入れに加算運賃申請-7月開業、1日58往復に - 1992年3月17日 北海道新聞朝刊1面
7. ↑  JR新千歳空港駅乗り入れ、加算運賃を承認－運輸審 - 1992年3月25日 北海道新聞朝刊 22面
8. ↑  “JR北海道 札幌圏を自動改札化”. 交通新聞 (交通新聞社):  p. 1. (1998年10月16日)
9. ↑  “外国人案内所など一部開業”. 交通新聞 (交通新聞社):  p. 4. (2018年9月6日)
10. ↑  JR値上げ 最大31.8% 平均11.1%運賃改定を申請 - 北海道新聞2019年5月11日朝刊1面
11. 1 2  ”最先端”新千歳空港駅なんだか煙たいゾ? ディーゼル車排気充満「地下」が裏目 JR「我慢できる範囲」 - 北海道新聞1992年7月2日朝刊31面
12. 1 2  “新千歳空港駅の乗車 手稲駅抜き２位 外国人客増で”. 北海道新聞（2017年8月13日）. どうしん電子版 (北海道新聞社). (2017年8月13日).  オリジナルの2017年8月13日時点におけるアーカイブ。 2017年8月13日閲覧。
13. ↑  “新千歳空港、2020年の旅客数6割減　国際線はゼロ続く”. 日本経済新聞 (日本経済新聞社). (2021年1月20日) 2021年9月24日閲覧。
14. ↑  “空と鉄道の“連結駅”、「新千歳」の新たなつながり”. ニュースイッチ (日刊工業新聞社). (2019年8月11日) 2020年7月12日閲覧。
15. ↑  “JRの新千歳空港－苫小牧間、本格検討へ”. 苫小牧民報. (1999年7月13日).  オリジナルの2005年4月20日時点におけるアーカイブ。
16. ↑  新千歳から胆振への新線 *道とJRが検討へ *堀知事表明 - 1999年7月3日 北海道新聞朝刊4面
17. ↑  <波動>新千歳空港、胆振からのJR直結＊財源、採算性に課題＊環境への影響懸念＊利便性、疑問視する声も 1999年7月11日 北海道新聞朝刊4面
18. ↑  新千歳からの鉄道アクセス *道、3ルート提示 *札幌で初会合 - 1999年9月17日 北海道新聞朝刊4面
19. ↑  “JR千歳線の南伸は継続検討へ”. 苫小牧民報. (2001年4月23日).  オリジナルの2005年9月25日時点におけるアーカイブ。
20. ↑  “新千歳空港駅、路線改修へ 苫小牧・道東方面が直通に 22年の完成目指す”. 北海道新聞（朝刊1面） (北海道新聞社). (2018年5月2日).  オリジナルの2018年6月24日時点におけるアーカイブ。 2018年6月24日閲覧。
21. ↑  JR「自立」への道筋 中長期計画を読む(2)「稼ぎ頭」の千歳線増強 - 2019年4月24日 北海道新聞朝刊4面
22. ↑  “新千歳空港駅移転、拡大 HKK連合とJR 30年完成へ検討”. 北海道新聞 (北海道新聞社). (2020年1月4日).  オリジナルの2020年1月6日時点におけるアーカイブ。 2019年1月6日閲覧。
23. 1 2 3  難題山積、正念場の本道官民－「道リニア調査会」実用化を目指し発足。時間かかる用地買収、建設資金どう調達。 - 1990年2月15日 北海道新聞朝刊4面
24. ↑  リニア実験線は山梨に決定。札幌 - 新千歳、実用線で後押し－運輸省検討委 - 1989年8月8日 北海道新聞朝刊1面
25. ↑  道リニア財団、発起人会を開く－2月に大臣認可。実用化一番乗りを目指す 1990年1月9日 北海道新聞朝刊 1面
26. ↑  道調査会が30日に解散＊リニア誘致 正式に断念 - 2000年5月11日 北海道新聞朝刊3面
27. ↑  新千歳-旭川に直行列車構想 JR・HAP 追分経由で時間短縮 - 北海道新聞2021年1月4日